# Maurizio Fabrizio
Maurizio Fabrizio (Milano, 16 marzo 1952) è un compositore, cantante e arrangiatore italiano.
È il compositore musicale più presente al Festival di Sanremo con 37 brani, tra cui due primi posti (con Storie di tutti i giorni per Riccardo Fogli nel 1982 e Sarà quel che sarà per Tiziana Rivale nel 1983) e tre terzi posti (Strano il mio destino per Giorgia nel 1996, Sempre per Lisa nel 1998 e Schiavo d'amore per Piero Mazzocchetti nel 2007). È autore anche di musical e colonne sonore.

## Biografia

### Anni sessanta e settanta
Inizia a soli 11 anni a studiare musica al conservatorio "Giuseppe Verdi" di Milano e consegue una formazione classica (pianoforte, composizione, percussione, fagotto e contrabbasso); nel frattempo suona anche la batteria in un gruppo milanese. All'età di 17 anni termina l'esperienza al conservatorio e il fratello Salvatore (detto Popi) e lo zio lo introducono nell'ambiente discografico.
Nel 1969 suona alla Scala, e nel 1970, insieme al fratello Salvatore forma il duo Maurizio & Fabrizio, con cui partecipa sia alla Gondola d'Argento sia come interprete con il brano Come il vento (classificatosi terzo) che come autore con Malattia d'amore cantata da Donatello), classificato al secondo posto. Nel 1971 il duo partecipa al Festival di Sanremo col brano Andata e ritorno, scritto da Donato Renzetti-Luigi Albertelli; nella stessa edizione Fabrizio è presente anche come autore con il brano Il dirigibile eseguito da Antoine e Anna Identici).
Abbandonata l'esperienza del gruppo, a partire dagli anni settanta, inizia un'intensa attività di arrangiatore e di autore, spesso con testi del paroliere Guido Morra e di Vincenzo Spampinato. In particolare collabora come musicista e arrangiatore a diversi album di Angelo Branduardi: La luna nel 1975, Alla fiera dell'est nel 1976, La pulce d'acqua nel 1977, Cogli la prima mela nel 1979 e Concerto nel 1980, nonché al primo disco di Mango, La mia ragazza è un gran caldo del 1976. Come autore scrive brani per Mia Martini (Dove il cielo va a finire, 1975, Per amarti, 1977 e Notturno, 1989) e Patty Pravo (Incontro, 1975).
Nel 1978 incide un disco di ispirazione progressive dal titolo Movimenti nel cielo, fra i cui musicisti è presente anche Branduardi.
Nel 1979 avviene l'incontro con Giancarlo Lucariello, produttore e talent scout dei Pooh, Alice, Gianni Togni. Lucariello gli propone di curare gli arrangiamenti per Gianni Togni e per l'ultimo disco di Riccardo Fogli. Da quella collaborazione nasce il primo risultato, il singolo Che ne sai, che Fogli porterà al successo.

### Anni ottanta
La collaborazione con Riccardo Fogli continua come autore di brani pubblicati negli album Alla fine di un lavoro (1980),Campione (1981), Compagnia (1982), Torna a sorridere (1984), 1985 (1985).
Nel corso degli anni ottanta i suoi brani vincono per tre volte il Festival di Sanremo: Storie di tutti i giorni, cantata da Riccardo Fogli, nel 1982; Sarà quel che sarà, cantata da Tiziana Rivale nel 1983 e Grande grande amore nel 1986, quest'ultimo pezzo scritto insieme a Stefano D'Orazio ed eseguito da Lena Biolcati nella sezione Nuove Proposte. Negli stessi anni è anche autore della colonna sonora del film Il buon soldato, diretto da Franco Brusati (1982).
Sue sono anche Vai Valentina e Musica musica per Ornella Vanoni; Bravi ragazzi per Miguel Bosé (1982); Amore stella per Donatella Rettore (presentata al Festival di Sanremo 1986); diversi brani per Rossana Casale (Brividi, Destino e A che servono gli Dei), Viola Valentino (Sola, Romantici, Arriva arriva), Riccardo Fogli, Toquinho (Acquarello, 1983), Eduardo De Crescenzo (L'odore del mare, 1987) e per altri artisti brasiliani come Simone e Chico Buarque De Hollanda. Nel 1989 Mia Martini presenta al Festival di Sanremo Almeno tu nell'universo, canzone scritta nel 1972 insieme a Bruno Lauzi e rimasta per molti anni in attesa di qualcuno che la interpretasse.
Negli anni ottanta prosegue anche l'attività di produttore e arrangiatore: Luna di Gianni Togni e l'album Red Corner dei Matia Bazar (1989). Ha composto la sigla della trasmissione religiosa Le frontiere dello spirito, trasmessa su Canale 5 dal 1985 al 2017 con la conduzione di Gianfranco Ravasi.

### Anni novanta
Negli anni novanta scrive Niente per Mietta (inclusa in Canzoni del 1990, vincitore di 5 dischi di platino), Bisognerebbe non pensare che a te per Caterina Caselli (1990), Un altro Atlantico per Mia Martini (1990), L'ultimo dei re nuovamente per Mietta (1992) e produce l'album di Riccardo Fogli Teatrino meccanico (1992).
È autore de È la mia vita per Al Bano (1996), Strano il mio destino per Giorgia (terzo posto al Festival di Sanremo 1996) e Sempre per Lisa (terzo posto al Festival di Sanremo 1998). Per Lisa, oltre che autore, è anche produttore dei primi due album (Lisa e nel 1999 L'essenziale) che scalano le classifiche di vendita in Francia e Spagna.
Nel 1995 il pubblico italiano ascolta per la prima volta una canzone destinata a diventare un evergreen. Si tratta de I migliori anni della nostra vita, cantata da Renato Zero. La musica è di Maurizio Fabrizio e il testo di Guido Morra. Anche questo brano era stato composto diversi anni prima ma non aveva trovato interpreti fino a quando Fabrizio Intra, direttore artistico della Sony, lo chiese appunto per Renato Zero.

### Anni duemila
A partire dal 2000 è autore di due musical: Il grande campione interpretato da Massimo Ranieri nel 2000 e Rodolfo Valentino interpretato da Raffaele Paganini (2002). Scrive inoltre Tutti gli zeri del mondo per il duetto tra Renato Zero e Mina 2000), Alla luce del sole per Josh Groban (prodotto da David Foster nel 2003, vende 6 milioni di dischi nel mondo), Che fantastica storia è la vita con Antonello Venditti (2003), Un'emozione per sempre per Eros Ramazzotti (2003) e Che mistero è l'amore per Nicky Nicolai (premiata nella sezione Gruppi al Festival di Sanremo 2005).
Si dedica anche al lancio di giovani artisti come Senhit (l'album del 2007) e Linda per cui scrive il singolo Pasolini scrive per l'estate 2008.
Nel 2008 ha composto 3 brani (Anima nell'anima, La libertà, Madre) con testi tratti dalla poesie di Karol Wojtyła incisi da Plácido Domingo nell'album Amore infinito.

### Anni duemiladieci e duemilaventi
Nel 2010, su richiesta di Rossana Casale, ha scritto l'inedito per Stefano Filipponi Vivrò (testo di Giuseppe Fulcheri), concorrente di X Factor 4.
Nel settembre 2011 ha pubblicato il cd Bella la vita in collaborazione con l'attrice Katia Astarita: vengono proposte alcune delle canzoni più note composte da Maurizio Fabrizio cantate dall'autore con arrangiamenti minimalisti (chitarra classica e pianoforte, suonati dallo stesso Maurizio Fabrizio), con la collaborazione di Gigi Cappellotto al basso e Ellade Bandini alla batteria.
Nel disco di Angelo Branduardi, Il rovo e la rosa - Ballate d'amore e morte, pubblicato ad ottobre 2013, in cui Maurizio Fabrizio suona la chitarra classica ed inoltre canta una strofa del brano Lord Baker.
Nell'ottobre 2013 è stato pubblicato l'album dal titolo L'arte dell'incontro, sempre in collaborazione con l'attrice Katia Astarita. Questo album è costruito col medesimo stile del precedente Bella la vita e vengono presentate altre canzoni in passato portate al successo da importanti artisti italiani.
Nel febbraio 2014 partecipa al tour di Angelo Branduardi in veste di chitarrista. Da questa serie di concerti viene pubblicato nel marzo 2015 il cd Camminando camminando in tre.
Nell'aprile 2014, in occasione della canonizzazione di Giovanni Paolo II prevista per il 27 aprile, viene ripubblicato da Sony il cd Amore infinito.
Nell'aprile 2016 Renato Zero pubblica un suo nuovo album, intitolato Alt. In questo disco Maurizio Fabrizio compone le musiche di sette brani (Chiedi, Il cielo è degli angeli, Il tuo sorriso, Gesù, La voce che ti do, Vi assolverete mai, Alla tua festa).
Dal 2013 Maurizio Fabrizio torna ad esibirsi come cantante, nello spettacolo L'arte dell'incontro scritto con la collaborazione dell'attrice Katia Astarita.
Nel 2017 scrive Di rose e di spine presentato da Al Bano al Festival di Sanremo 2017 e vincitore del premio come miglior arrangiamento.
In gennaio 2017 inizia con Angelo Branduardi il tour Concerto in due. A maggio 2017 Renato Zero pubblica il CD doppio Zerovskij con diciotto brani inediti, 9novedei quali sono composti da Maurizio Fabrizio per la parte musicale (Mi trovi dentro di te, Ti do i voli miei, Colpevoli, Vivo qui, L'amore che ti cambia, Aria di settembre, Ti andrebbe di cambiare il mondo?, Un uomo da niente, Stalker).
A ottobre 2018 Maurizio Fabrizio pubblica a suo nome un nuovo album di 4 canzoni, dal titolo 4 pezzi facili in cui ripropone quattro canzoni composte in passato per importanti interpreti italiani, Nuova vita, Romanzo,Al buio e La città che scompare.
A novembre 2020 Renato Zero pubblica una trilogia composta da tre cd di inediti, che contengono due brani composti da Maurizio Fabrizio (Amara melodia e Io non mi stancherò mai di te).
A settembre 2023 Maurizio Fabrizio pubblica un nuovo album in versione digitale, dal titolo Classique. Questo album è realizzato con l'Orchestra Filarmonica Gioacchino Rossini diretta dal Maestro Donato Renzetti. Contiene brani strumentali (I luoghi dell'Anima - Il mondo di Federico - Per terre assai lontane - Sad City ) e canzoni cantate da Maurizio Fabrizio con l'orchestra (Come il vento - Se - Principio e Fine)
Nel dicembre 2023 al Teatro Opera Carlo Felice di Genova viene rappresentata la prima opera lirica scritta da Maurizio Fabrizio, intitolata Edith. L'opera è stata commissionata dalla Fondazione Teatro Carlo Felice in occasione del 60º anniversario della morte di Edith Piaf (1915 - 1963) Maestro concertatore e direttore Donato Renzetti
A novembre 2024 il cantautore e musicista Davide Matrisciano pubblica la trilogia Libidal (La Cellula Records/Maxsound), che contiene il brano Acne in cui Maurizio Fabrizio appare come coarrangiatore ed esecutore.
Nell'aprile 2025 il Conservatorio Nino Rota di Monopoli  conferisce a Maurizio Fabrizio la Laurea  ad honorem in Composizione, riconoscendone  lo straordinario talento. 

## Brani scritti da Maurizio Fabrizio
| Anno | Interpreti           | Titolo                            | Autori del testo                     | Autori della musica                      |
| ---- | -------------------- | --------------------------------- | ------------------------------------ | ---------------------------------------- |
| 1973 | Mia Martini          | Dove il cielo va a finire         | Salvatore Fabrizio                   | Maurizio Fabrizio                        |
| 1979 | Riccardo Fogli       | Che ne sai                        | Riccardo Fogli                       | Maurizio Fabrizio                        |
| 1980 | Maurizio Fabrizio    | Segui me                          | Guido Morra                          | Maurizio Fabrizio                        |
| 1980 | Riccardo Fogli       | Scene da un amore                 | Guido Morra e Riccardo Fogli         | Riccardo Fogli e Maurizio Fabrizio       |
| 1980 | Riccardo Fogli       | Ti amo però                       | Guido Morra e Riccardo Fogli         | Riccardo Fogli e Maurizio Fabrizio       |
| 1981 | Riccardo Fogli       | Malinconia                        | Guido Morra e Riccardo Fogli         | Maurizio Fabrizio                        |
| 1981 | Ornella Vanoni       | Vai, Valentina                    | Sergio Bardotti, Ornella Vanoni      | Maurizio Fabrizio                        |
| 1981 | Ornella Vanoni       | Musica musica                     | Sergio Bardotti, Ornella Vanoni      | Maurizio Fabrizio                        |
| 1982 | Riccardo Fogli       | Storie di tutti i giorni          | Riccardo Fogli, Guido Morra          | Maurizio Fabrizio                        |
| 1982 | Viola Valentino      | Romantici                         | Guido Morra                          | Maurizio Fabrizio                        |
| 1982 | Viola Valentino      | Sola                              | Vincenzo Spampinato                  | Maurizio Fabrizio                        |
| 1982 | Miguel Bosè          | Bravi ragazzi                     | Guido Morra                          | Maurizio Fabrizio                        |
| 1983 | Toquinho             | Acquarello                        | Guido Morra, Vinicius de Moraes      | Maurizio Fabrizio, Toquinho              |
| 1983 | Tiziana Rivale       | Sarà quel che sarà                | Roberto Ferri                        | Maurizio Fabrizio                        |
| 1986 | Donatella Rettore    | Amore stella                      | Guido Morra                          | Maurizio Fabrizio                        |
| 1986 | Lena Biolcati        | Grande grande amore               | Stefano D'Orazio                     | Maurizio Fabrizio                        |
| 1986 | Rossana Casale       | Brividi                           | Guido Morra                          | Maurizio Fabrizio e Salvatore Fabrizio   |
| 1987 | Eduardo De Crescenzo | L'odore del mare                  | Guido Morra                          | Maurizio Fabrizio e Eduardo De Crescenzo |
| 1989 | Mia Martini          | Almeno tu nell'universo           | Bruno Lauzi                          | Maurizio Fabrizio                        |
| 1989 | Rossana Casale       | A che servono gli dei             | Guido Morra                          | Maurizio Fabrizio                        |
| 1990 | Mia Martini          | Un altro Atlantico                | Maurizio Piccoli                     | Maurizio Fabrizio                        |
| 1991 | Riccardo Fogli       | Io ti prego di ascoltare          | Guido Morra                          | Maurizio Fabrizio                        |
| 1992 | Riccardo Fogli       | In una notte così                 | Guido Morra                          | Maurizio Fabrizio                        |
| 1995 | Renato Zero          | I migliori anni della nostra vita | Guido Morra                          | Maurizio Fabrizio                        |
| 1996 | Al Bano              | È la mia vita                     | Pino Marino                          | Maurizio Fabrizio                        |
| 1996 | Giorgia              | Strano il mio destino             | Giorgia                              | Maurizio Fabrizio                        |
| 1996 | Riccardo Fogli       | Romanzo                           | Guido Morra                          | Maurizio Fabrizio                        |
| 1998 | Lisa                 | Sempre                            | Guido Morra                          | Maurizio Fabrizio                        |
| 1999 | Renato Zero          | Si sta facendo notte              | Guido Morra e Claudio Guidetti       | Maurizio Fabrizio                        |
| 2000 | Renato Zero - Mina   | Tutti gli zeri del mondo          | Renato Zero                          | Maurizio Fabrizio                        |
| 2001 | Renato Zero          | Libera                            | Maurizio Fabrizio e Claudio Guidetti | Maurizio Fabrizio                        |
| 2001 | Renato Zero          | Il maestro                        | Maurizio Fabrizio e Claudio Guidetti |                                          |
| 2001 | Renato Zero          | Innocente                         | Renato Zero                          |                                          |
| 2001 | Renato Zero          | Non cancellate il mio mondo       | Renato Zero                          | Guido Morra e Maurizio Fabrizio          |
| 2001 | Renato Zero          | Pura luce                         | Renato Zero e Vincenzo Incenzo       | Maurizio Fabrizio                        |
| 2003 | Antonello Venditti   | Che fantastica storia è la vita   | Antonello Venditti                   |                                          |
| 2003 | Eros Ramazzotti      | Un'emozione per sempre            | Adelio Cogliati                      | Maurizio Fabrizio e Claudio Guidetti     |
| 2007 | Piero Mazzocchetti   | Schiavo d'amore                   | Guido Morra                          | Maurizio Fabrizio                        |
| 2009 | Renato Zero          | Ancora qui                        | Renato Zero e Vincenzo Incenzo       | Maurizio Fabrizio                        |
| 2010 | Valentina Ponzone    | Fuoco d'artificio                 | Guido Morra                          | Maurizio Fabrizio                        |
| 2011 | Mina                 | L'uomo dell'autunno               | Giuseppe Fulcheri                    | Maurizio Fabrizio                        |
| 2017 | Al Bano              | Di rose e di spine                | Albano Carrisi e Maurizio Fabrizio   | Maurizio Fabrizio e Katia Astarita       |

## Discografia

### Singoli
Come Maurizio & Fabrizio
- 1970 - Come il vento/Neve (CBS, 5205)
- 1971 - Andata e ritorno/Marzo (CBS, 7045)

Come solista
- 1975 - Azzurri orizzonti/Se non avessi Giulia (Come Il Vento, ZCVE 50421)
- 1976 - Candy/Piccola canzone (Come Il Vento, ZCVE 50424)
- 1976 - Mejico, Mejico/Wendy (MH, MH 32440) (stampato in Argentina)
- 1979 - Grande re/Buon padre (Polydor, 2060-204)
- 1980 - Segui me/Quando parlo di me (Come Il Vento, CDE 10274)

### Album
- 1975 - Azzurri orizzonti (Come Il Vento, ZSCV 55743)
- 1978 - Movimenti nel cielo (Polydor, 2448 075)
- 1978 - Movements in the Sky (Musiza, 200 248)
- 1979 - Primo (Polydor, 2448 091)
- 1980 - Personaggi (Come Il Vento, CDE 20221)
- 2011 - Bella la vita (Edel Music,)
- 2013 - L'arte dell'incontro
- 2018 - 4 pezzi facili
- 2023 - Classique